# James Hook (Komponist)

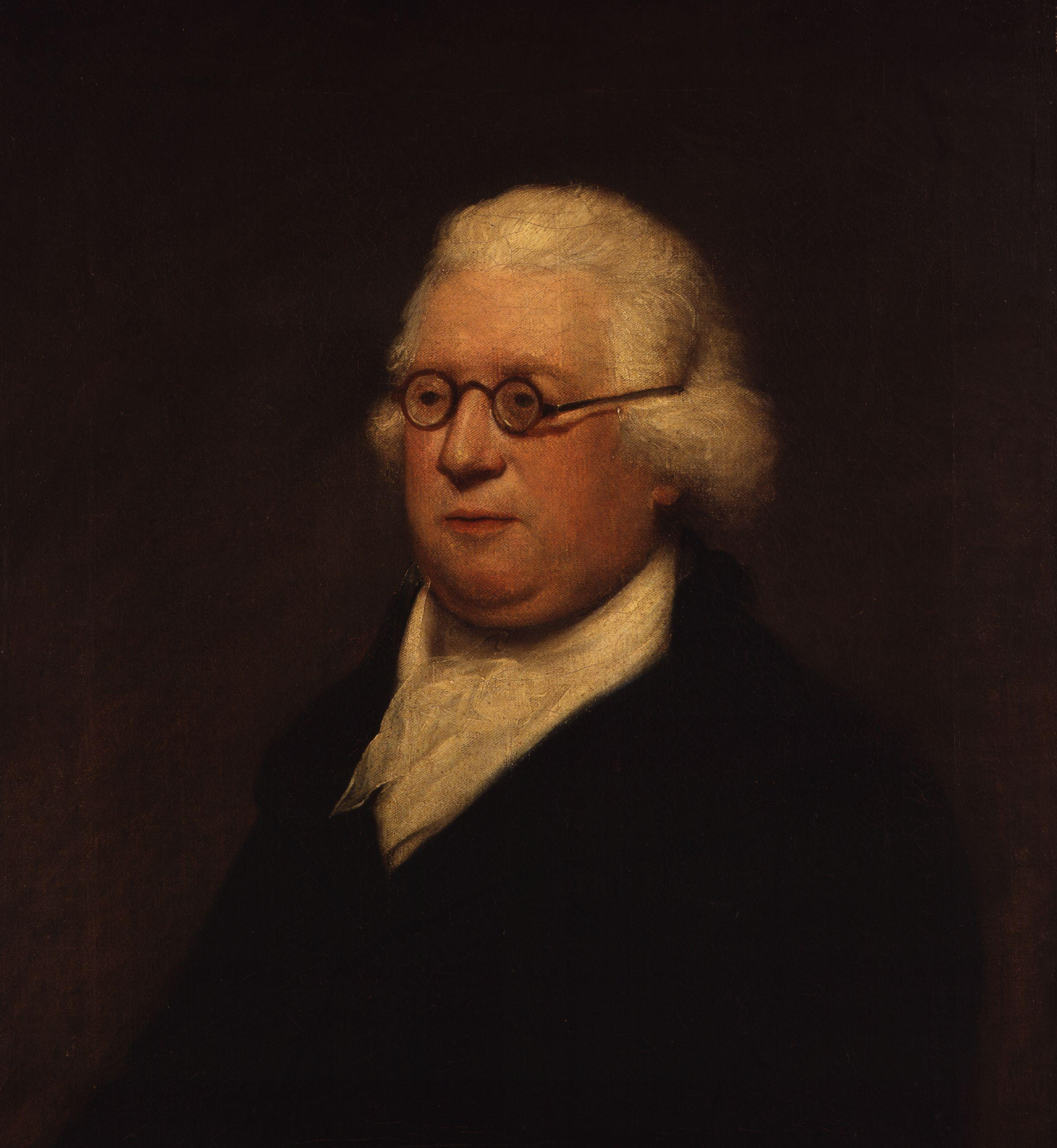
James Hook, Porträt von Lemuel Francis Abbott.

James Hook (* 3. Juni 1746 in Norwich; † 1827 in Boulogne, Frankreich) war ein englischer Komponist und Organist.

## Leben und Wirken
James Hook kam mit einem Klumpfuß zur Welt und hinkte deshalb zeitlebens. Er war ein Wunderkind am Cembalo, dessen Spiel er bereits mit vier Jahren beherrschte. Ab dem Alter von sechs Jahren gab er Konzerte. Mit acht Jahren komponierte er seine erste ballad opera. Er verbrachte seine Jugendzeit mit dem Konzertieren und dem Lehren von Musik in Norwich. Hook lernte bei Thomas Garland (1731–1808), dem Organisten an der Kathedrale von Norwich, möglicherweise auch bei Charles Burney.
Hook ging um das Jahr 1763 nach London. Im Februar 1764 arbeitete er als Organist am Teegarten des White Conduit House, Pentonville. Er erwarb sich einen Ruf als Organist, Lehrer und Komponist von eingängiger Musik, überwiegend von Liedern. 1765 wurde sein Rundgesang I wish you all good night mit der Goldmedaille des Catch Club ausgezeichnet. Am 9. September 1765 wurden einige seiner Lieder (die später als Opus 1 veröffentlicht wurden) im New Theatre von Richmond im Rahmen eines Benefizkonzertes für John Fawcett aufgeführt, wo Hook sein frisch komponiertes Cembalokonzert aufführte. Im Juli des folgenden Jahres wurde Thomas Arnes Oper The Sacrifice of Iphigenia am gleichen Theater aufgeführt; die Ouvertüre dieser Oper hatte Hook komponiert.
Hooks Lieder wurden mehr und mehr regelmäßig in den großen Londoner Lustgärten aufgeführt. 1767 wurde eine seiner Liedsammlungen für die Gärten von Marylebone und Vauxhall veröffentlicht. 1768 wurde er als Organist und Komponist bei Marylebone Gardens angestellt, wo er meist auf der Orgel, gelegentlich auch am Cembalo spielte. Er erhielt Gelegenheit, Konzerte zwischen den Hauptvorstellungen an den Theatern zu geben. Am 24. Juli 1771 wurde seine erste komische Oper Dido am Little Theatre am Haymarket aufgeführt, gefolgt von Cupid's Revenge am 27. Juli 1772. Am 28. August 1772, bei Hooks jährlichem Festkonzert in Marylebone Gardens, gab er ein Konzert auf dem Pianoforte; dies war das erste Mal, dass in Marylebone Gardens ein Klavier erklang.
Im September 1768 erhielt er eine Anstellung als Organist an Saint John’s in Horselydown, Bermondsey. Der aus dem Lehren des Tasteninstrumentenspiels erzielte Teil seines Einkommens soll die hohe Summe von 600 £ jährlich erreicht haben. Hook blieb bis zum Ende der Saison 1773 in Marylebone Gardens und wechselte 1774 zu den Vauxhall Gardens, wo er bis 1820 seine Anstellung behielt. In dieser Zeit komponierte er Opern, von denen die meisten am Drury Lane Theatre und am Covent Garden Theatre aufgeführt wurden. Dass er 1820 Vauxhall Gardens verließ, kam überraschend; seine Gründe für diese Entscheidung sind nicht bekannt.
Hooks einziges Oratorium The Ascension wurde am 20. März 1776 am Covent Garden aufgeführt.
Hook heiratete am 29. Mai 1766 Elizabeth Jane Madden in der Saint Pancras Old Church. Seine Frau war künstlerisch begabt. Sie schrieb das Libretto für die Oper The Double Disguise (1784) ihres Mannes und die Texte für einige seiner Vauxhall-Lieder; sie fertigte die Blütendekorationen für die Säulen bei den Vauxhall-Jubiläumsfeiern 1786 an. Seine Frau starb am 18. Oktober 1805. Ein Jahr später heiratete er Harriet Horncastle James.
Hook starb 1827 in Boulogne in Frankreich. Am 30. Januar 1874 wurde seine Musikbibliothek in einer Auktion bei Puttick & Simpson's in London versteigert.
Sein gleichnamiger Sohn James Hook (1772–1828) schrieb die Libretti für Jack of Newbury (1795) und für Diamond Cut Diamond (1797). Sein zweiter Sohn Theodore Edward Hook (1788–1841) schrieb die Texte zu vielen von Hooks Liedern; zwischen 1805 und 1809 schrieb er die Libretti für acht seiner Opern.

## Werk
Hooks 20 Opern wurden alle zwischen 1769 und 1813 an Londoner Bühnen aufgeführt. Daneben komponierte er 20 Kantaten sowie etwa 2000 Lieder für Aufführungen in Londoner Vergnügungsparks. Unter den Instrumentalwerken finden sich mehrere Konzerte für Orgel oder Cembalo und Orchester sowie ein umfangreiches Œuvre an Kammermusik.

### Bühnenwerke
- Trick Upon Trick (pantomime), Juli, 1772 Op. 3
- Cupid's Revenge (pastoral farce), Juni 1772, Op. 8
- The Lady of the Manor (comic opera), November 1778, Op. 20
- Too Civil by Half (farce), 5. November 1782, Op. 25
- The Double Disguise (farce), 8. März 1784, Op. 32
- The Fair Peruvian (comic opera), 18. März 1786, Op. 45
- The Feast of Anacreon (serenata), 24. Mai 1788, Op. 53
- Look ere you Leap (serenata), 2. Juni 1792, Op. 69
- Jack of Newbury (comic opera with masque), 6. Mai 1795, Op. 80
- Diamond Cut Diamond, or Venetian Revels (comic opera), 23. Mai 1797, Op. 89
- The Wreath of Loyalty, or British Volunteer (serenata), 31. Juli 1799, Op. 94
- Wilmore Castle (comic opera), 21. Oktober 1800, Op. 96
- The Soldier's Return or What Can Beauty Do? (comic opera), 23. April 1805, Op. 108
- The Invisible Girl (operatic farce), 28. April 1806, Op. 112
- Catch him who Can (farce), 12. Juni 1806, Op. 113
- Tekeli, or the Siege of Montgatz (melodrama), 24. November 1806, Op. 114
- The Fortress (melodrama), 16. Juli 1807, Op. 117
- Music Mad (comic sketch), 27. August 1807, Op. 119
- The Siege of St Quintin, or Spanish Heroism (drama), 10. November 1808, Op. 122
- Killing no Murder (farce), 21. August 1809, Op. 129
- Safe and Sound (comic opera), 28. August 1809, Op. 130
- Sharp and Flat (operatic farce), 4. August 1813, Op. 140

### Lehrwerke
- Guida di musica, mit 24 Lektionen für Anfänger auf dem Cembalo oder Klavier Op. 37(1785)
- Guida di musica, Teil 2 Op. 75 (1794)
- The Preceptor für Klavier, Orgel und Cembalo (1795)
- New Guida di musica Op. 81 (1796)